# Melitaea alraschid
Melitaea alraschid är en fjärilsart som beskrevs av Higgins 1941. Melitaea alraschid ingår i släktet Melitaea och familjen praktfjärilar. Inga underarter finns listade i Catalogue of Life.